# Cimetière de Muret
Le cimetière de Muret est le cimetière communal ancien de la ville de Muret dans le département de la Haute-Garonne de la région Occitanie. Le nouveau cimetière du Petit-Busc a ouvert au début du XXIe siècle.

## Histoire et description
Ce cimetière étiré tout en longueur s'étend sur 3,5 hectares. Il est quadrillé d'allées plantées de hauts cyprès dans sa partie ancienne, mais la municipalité ne remplace plus les cyprès morts. La partie ancienne possède des tombes intéressantes d'un point de vue patrimonial. Nombre d'entre elles se présentent sous la forme d'un haut caveau de pierre avec une croix élevée ou posée en inclinaison sur une sphère, ce dernier cas étant fréquent dans la région, ou bien une croix languedocienne. Quelques chapelles austères (comme celle de la famille Niel ou celle des prêtres de Muret) et tombes historiques attirent l'attention. Plusieurs célébrités et notables locaux y sont inhumés.
Le cimetière possède des columbariums et un jardin du souvenir. On remarque un mémorial pour les combattants venus des anciennes possessions d'Afrique du Nord.

## Personnalités inhumées
- Clément Ader (1841-1925), pionnier de l'aviation
- Jacqueline Auriol, née Douet (1917-2000), aviatrice, belle-fille du suivant
- Vincent Auriol (1884-1966), président de la IVe République, et son épouse Michelle Auriol, née Aucouturier (1896-1979)
- Maréchal Niel (1802-1869), maréchal de France et ministre de la Guerre de Napoléon III, avec son neveu Charles Niel (1837-1918), maire de Muret et député de la Haute-Garonne (chapelle)